# 后继序数
定义序数时，後繼函數{\displaystyle S}是取得下一个序数的数學工具。如果使用冯·诺伊曼序数（用于集合论的标准序数）表示，对于任何一个序数我们可以得到：
{\displaystyle S(\alpha )=\alpha \cup \{\alpha \}}
因为在序数上的排序{\displaystyle \alpha >\beta }当且仅当{\displaystyle \alpha \in \beta }，立即得出没有序数在{\displaystyle \alpha }和{\displaystyle S(\alpha )}之间，而{\displaystyle \alpha <S(\alpha )}也是明显的。是某个序数{\displaystyle \beta }的{\displaystyle S(\beta )}的序数叫做后继序数。不是其它哪个序数的后继的序数，我们把它们叫做极限序数。严格地按照超限归纳法，我们可以用这样的运算定义序数如下：
{\displaystyle \alpha +0=\alpha }
{\displaystyle \alpha +S(\beta )=S(\alpha +\beta )}
对于极限序数{\displaystyle \lambda }：
{\displaystyle \alpha +\lambda =\bigcup _{\beta <\lambda }(\alpha +\beta )}
在特殊情况下，{\displaystyle S(\alpha )=\alpha +1}，乘和幂的定义也是一样的，请参见极限序数。